# Bellotte, Belur
Bellotte là một làng thuộc tehsil Belur, huyện Hassan, bang Karnataka, Ấn Độ.